# Feeling So Blue
Singles de Michael Mind Project
Rio De Janeiro
(2011)
Singles par Dante Thomas
Diese Tage
(2012)
Feeling So Blue est une chanson du groupe dance allemand Michael Mind Project interprétée par le chanteur américain Dante Thomas (en) sortie le 15 juin 2012 sous le label Kontor Records (en). Reprise de la chanson du groupe eurodance italien Eiffel 65 : Blue (Da Ba Dee), Jens Kindervater, Marcus Brosch, Jenson Vaughan, Frank Bülles et Darin Eugene Espinoza ont également contribué sur la chanson. Le single se classe en Europe en Allemagne, en Autriche, en Suisse, en Belgique (Wallonie), cependant le single atteint le top 20 en Autriche seulement.

## Classement par pays
| Classement (2012)                       | Meilleure position |
| --------------------------------------- | ------------------ |
| Autriche (Ö3 Austria Top 40)            | 20                 |
| Belgique (Wallonie Ultratop 50 Singles) | 35                 |
| France (SNEP)                           | 125                |
| Allemagne (Media Control AG)            | 38                 |
| Suisse (Schweizer Hitparade)            | 40                 |